# Église Saint-Pierre de Besançon

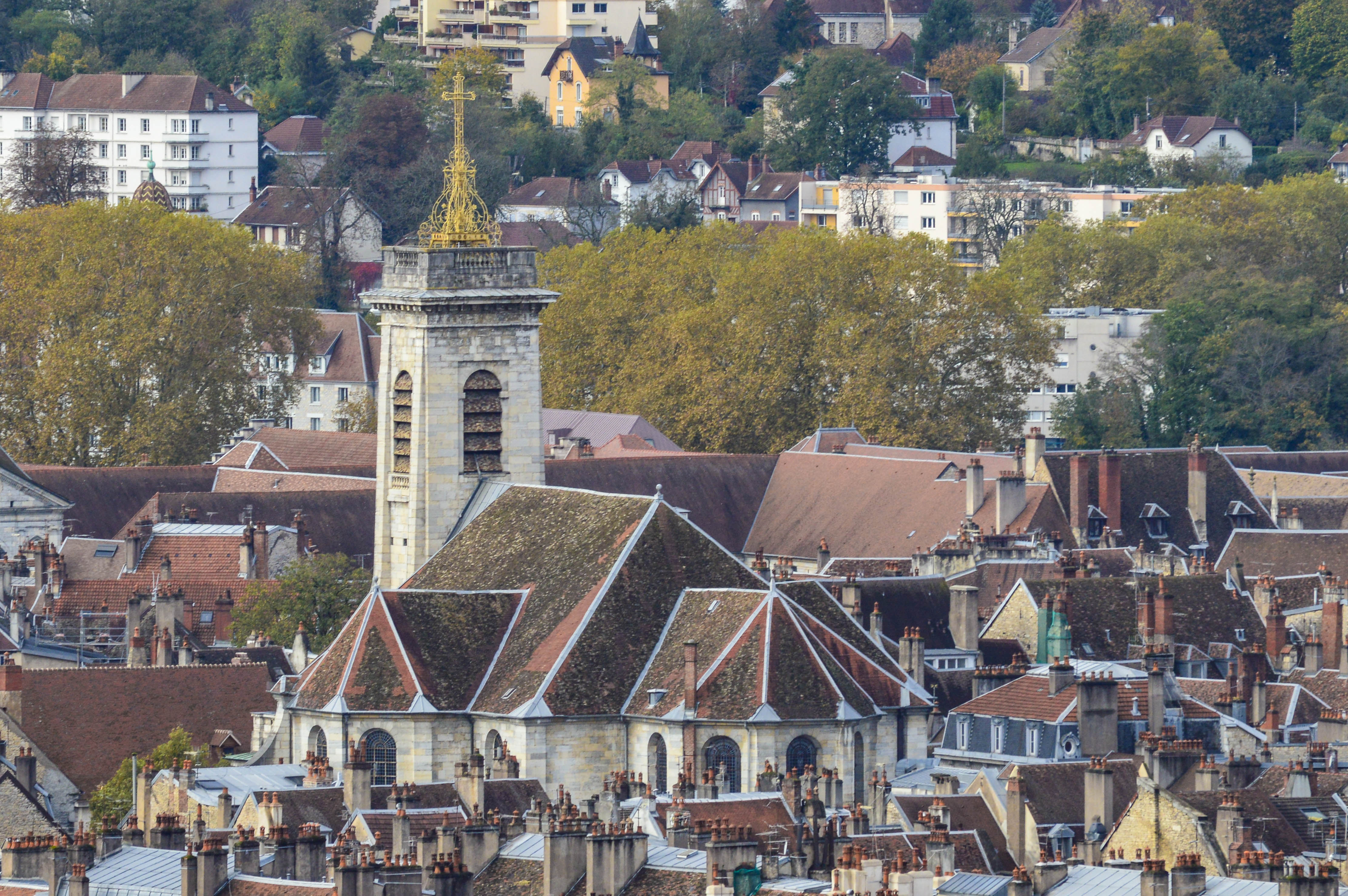
L'église Saint-Pierre au cœur du centre historique de Besançon.

Pour les articles homonymes, voir Église Saint-Pierre.
L'église Saint-Pierre est une église paroissiale catholique située au cœur du centre historique de Besançon, dans le département français du Doubs, en région Bourgogne-Franche-Comté. Elle est dédiée à saint Pierre, apôtre du christ et premier pape de l'Église catholique.

## Architecture
Fondée au IVe siècle, l'église actuelle fut construite de 1782 à 1786 sur les plans de l’architecte Claude-Joseph-Alexandre Bertrand. La hauteur importante du clocher s’explique par son rôle de beffroi de l’Hôtel de ville portant ainsi bien haut la cloche municipale et de loge du guetteur.
Répertoriée Monument historique en 1942, l'église renferme aujourd'hui de nombreuses œuvres d'art très bien conservées : la Pietà de Luc Breton, l'original chemin de croix ou encore les boiseries du chœur de l'église.

### Clocher
Actuellement les cloches de l'église ne sonnent plus, dans l'attente d'une réparation du clocher. Le carillon est toujours en état et on peut l'entendre le dimanche à 9 h 20. La hauteur du clocher, croix en métal comprise, est supérieure à 70 mètres.

## Images

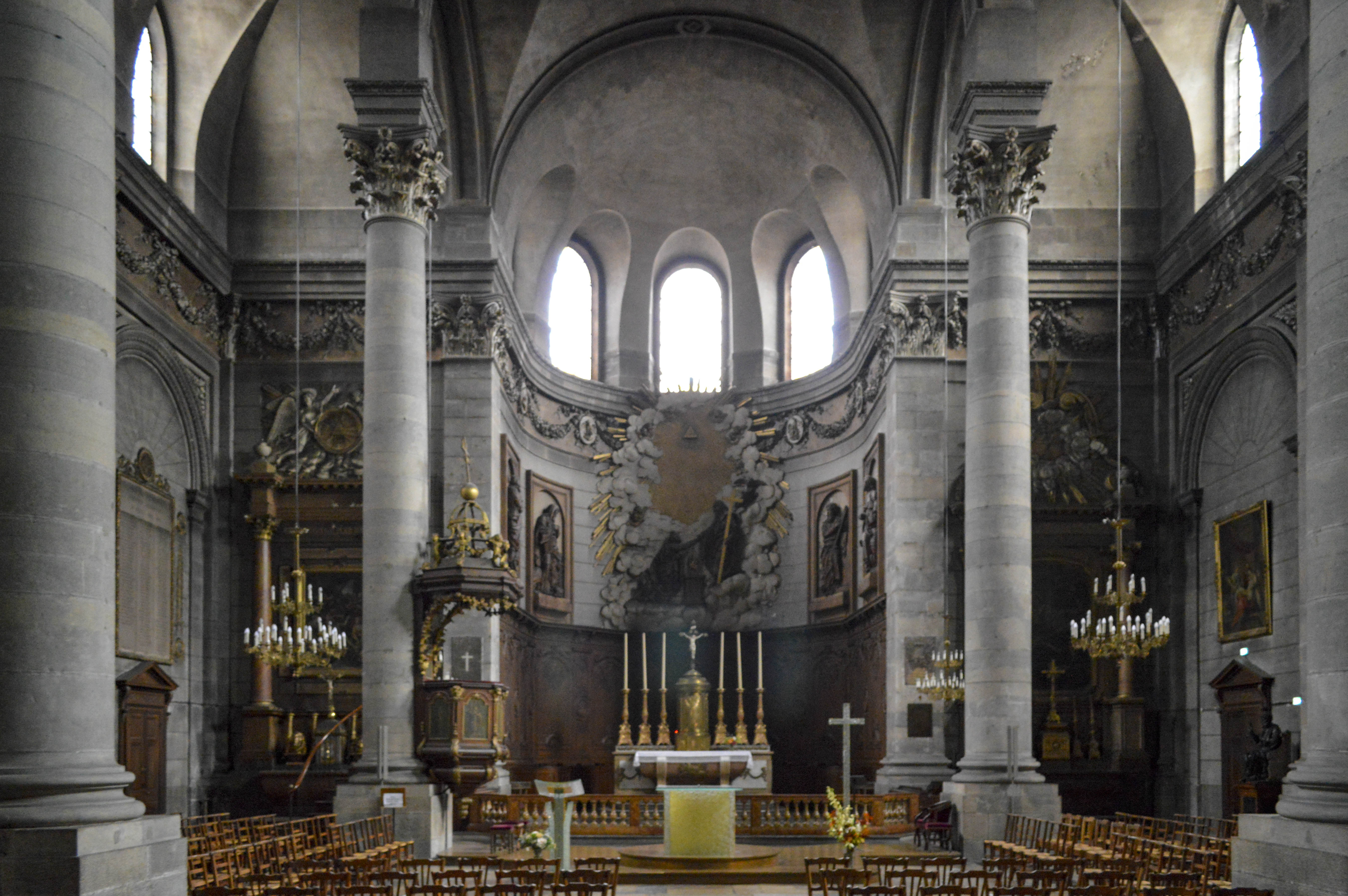
L'intérieur.
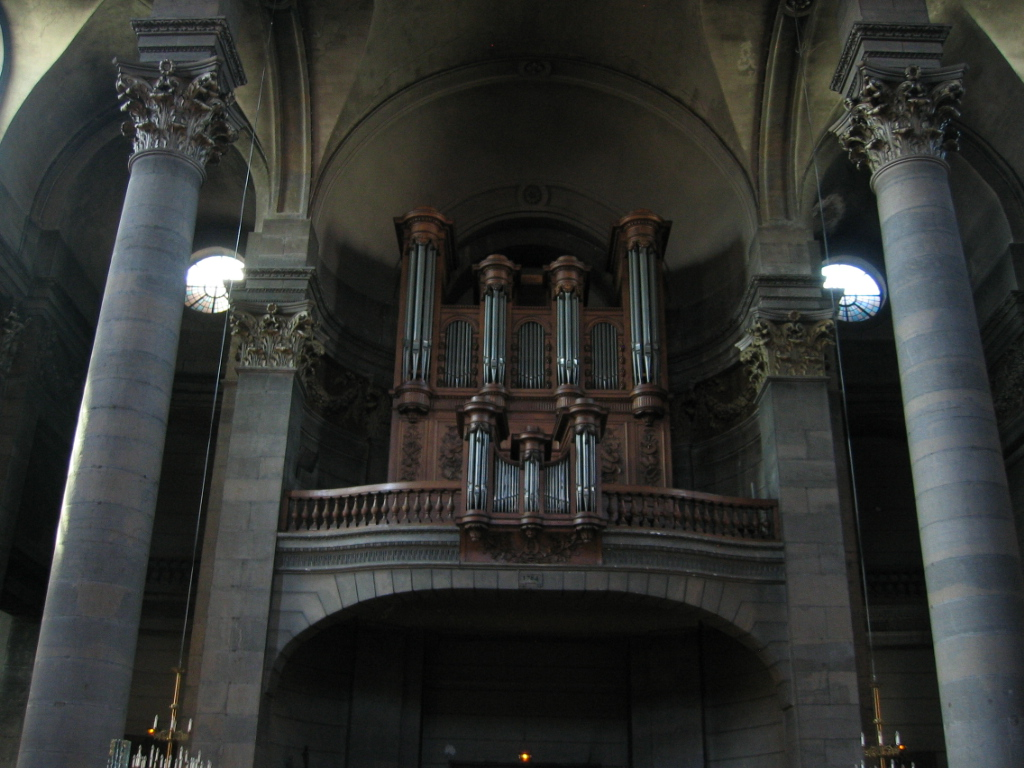
Les orgues.
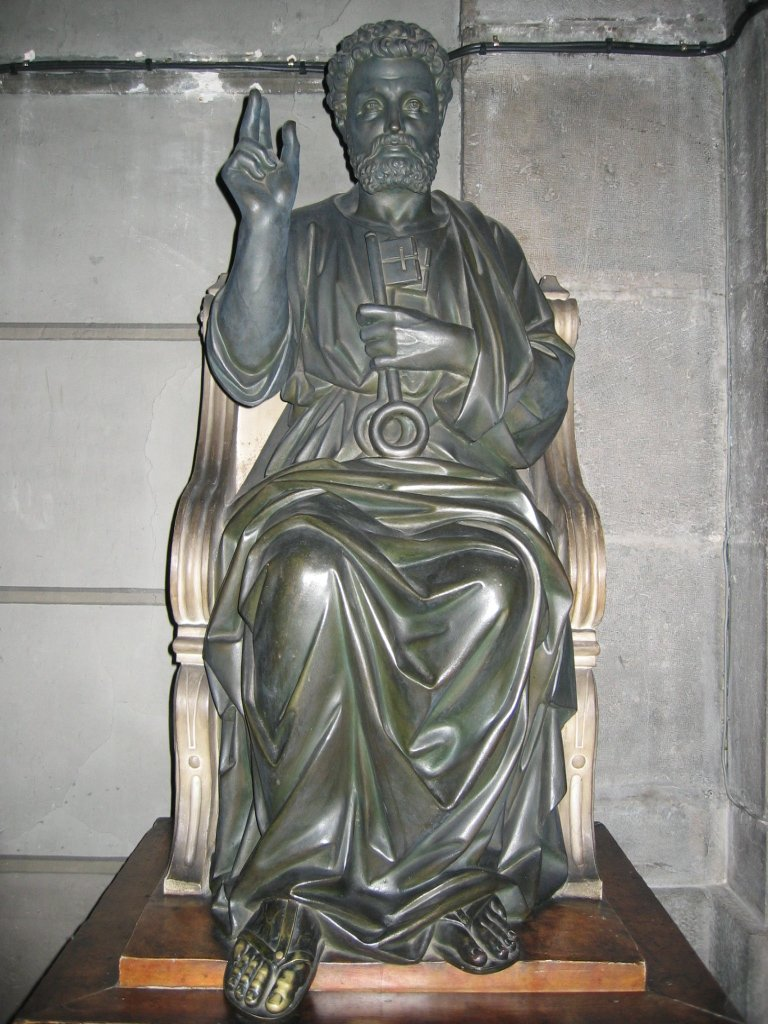
Statue de Saint Pierre.